# Esther Brandt
Esther Brandt (* 1987 in Bonn) ist eine deutsche Schauspielerin, Synchronsprecherin, Hörspiel- und Hörbuchsprecherin sowie Moderatorin.

## Werdegang
Von 2006 bis 2007 besuchte Brandt einen Workshop im HB Studio in New York City. Von 2008 bis 2011 absolvierte sie ein Schauspielstudium an der Arturo Schauspielschule Köln. 2015 besuchte sie einen Workshop an der Internationalen Filmschule Köln. Seit 2012 ist Brandt regelmäßig in der Fernsehsendung Wissen macht Ah! zu sehen. Von 2013 bis 2016 moderierte sie die Fernsehreihe 2 durch Deutschland, 2017 die Fernsehsendung fragFINN. Als Schauspielerin war sie unter anderem in dem Fernsehfilm Sternstunde ihres Lebens zu sehen. Als Synchronsprecherin war sie unter anderem in den Fernsehserien Tales of Symphonia und Hunter × Hunter zu hören. Außerdem spielte Brandt in den Theaterstücken Peter Pan nach James M. Barrie die Rolle der Wendy und in Mendy – das Wusical nach Helge Schneider die Mendy.

## Auszeichnungen
2018 erhielt Brandt den weißen Elefanten für ihre Moderation der Fernsehsendung fragFINN.

## Filmografie
- seit 2012: Wissen macht Ah! (Fernsehsendung)
- 2012–2013 Die Schulermittler (Fernsehserie) als Mandy
- 2014: Sternstunde ihres Lebens (Fernsehfilm)
- 2015–2016: Kaiser! König! Karl! (Fernsehsendung)
- 2016–2017: Die beste Klasse Deutschlands (Fernsehsendung)
- 2017: Lindenstraße (Fernsehserie, 2 Folgen)

## Theater
- 2000–2002: Peter Pan, Junges Theater Bonn (Rolle: Wendy)
- 2010–2012: Mendy – das Wusical (Rolle: Mendy)
- 2014–2016: All you need is cheese, Theater die Baustelle (Rolle: Jule)

## Moderation
- 2013–2016: 2 durch Deutschland (Fernsehreihe)
- 2017: 2 durch NRW (Fernsehreihe)
- 2017: fragFINN (Fernsehsendung)

## Synchronarbeiten (Auswahl)
- Shannon Tarbet und Jessica Henwick in Silk – Roben aus Seide
- Ai Orikasa in Tales of Symphonia (Fernsehserie) als Genis Sage
- Mariya Ise in Hunter × Hunter (Fernsehserie) als Killua Zoldyck
- Reiko Takagi in Bleach (Manga)  (Fernsehserie der Mangavorlage) als Shouta Toyokawa
- Mikako Komatsu in My Teen Romantic Comedy SNAFU (Fernsehserie) als Saika Totsuka
- Ryou Hirohashi in My Hero Academia (Fernsehserie) als Minoru Mineta
- Kiyono Yasuno in Overlord (Fernsehserie) als Prinzessin Renner Theiere Chardelon Ryle Vaseif

## Hörspiele & Hörbücher (Auswahl)
- 2014: Go Wild! Mission Wildnis Folge 4: Das Wettangeln / Das Schnabeltier-Omlett (Das Original-Hörspiel zur TV-Serie), Edelkids Verlag & BookBeat
- 2023: Aiki Mira: Neongrau, Hörbuchmanufaktur Berlin & Audible